# علم الاجتماع البصري

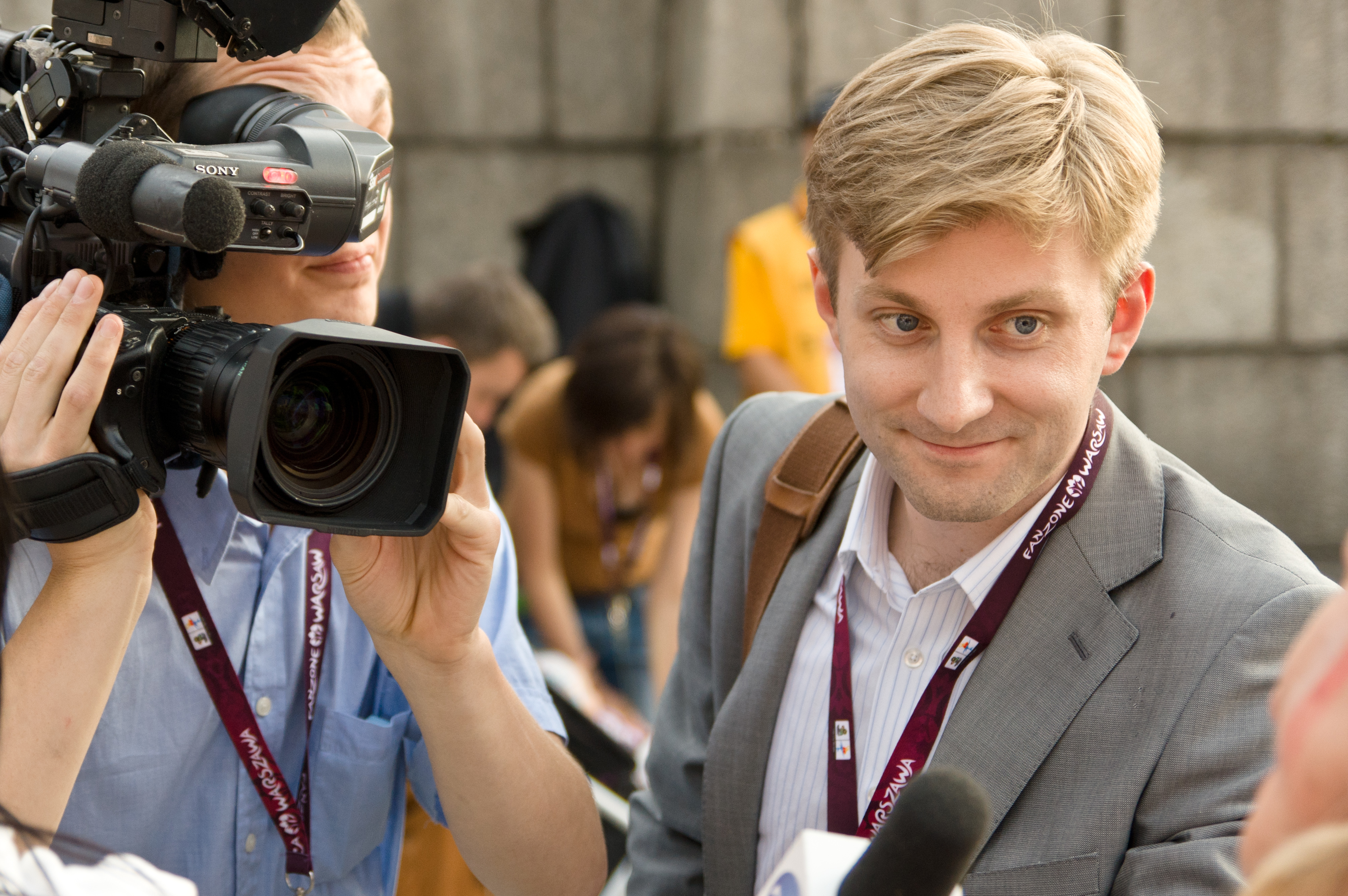
مصور يصور أحد المشجعين مع صحفي بولندي في وارسو، مباشرة بعد نهاية مباراة بولندا واليونان، ضمن بطولة أمم أوروبا 2012، بولندا.

علم الاجتماع البصري أو علم الاجتماع المرئي (بالإنجليزية: Visual sociology)‏ هو أحد فروع علم الاجتماع، يهتم بالأبعاد المرئية للحياة الاجتماعية.

## النظرية والمنهجية
يمكن تأطير علم الاجتماع البصري نظريًا حول ثلاثة مواضيع. يقترح لوك باولس ‏ أن الإطار يستند إلى أصل وطبيعة العناصر المرئية، وتركيز البحث والتصميم، والشكل والغرض. 
هناك ثلاث طرق على الأقل للقيام بعلم الاجتماع البصري:

### جمع البيانات باستخدام الكاميرات وتقنيات التسجيل الأخرى
وفي هذا السياق، كانت الكاميرا مشابهة للمُسجّل الصوتي. تُعدُّ كاميرات الأفلام وكاميرات الفيديو مناسبة تمامًا كتقنيات جمع البيانات للتجارب وتفاعلات المجموعات الصغيرة، ودراسات الفصول الدراسية، والإثنوغرافيا، وملاحظة المشاركين، والتاريخ الشفوي، واستخدام الفضاء الحضري، وما إلى ذلك. يلتقط المُسجّل الصوتي الأشياء التي لم يتم حفظها حتى في الملاحظات الميدانية لأفضل الباحثين. وبالمثل، تحافظ تسجيلات الأشرطة على بيانات مسموعة غير متوفرة حتى في أكثر النصوص المشروحة بعناية: الجرس، وموسيقى الصوت، والانعطاف، والتنغيم، والهمهمات والآهات، والخَطوة، ونقل المعاني إلى الفضاء بسهولة، ولكن لا يمكن استخلاصها بسهولة من الكلمات المكتوبة وحدها. من خلال فتح قناة أخرى للمعلومات، تحافظ التسجيلات المرئية على مزيد من المعلومات. على سبيل المثال، قد يحول الحاجب المرتفع، وموجة اليد، وطرفة عين، المعنى الظاهر للكلمات إلى نقيضها، أو ينقل السخرية، أو التهكم، أو التناقض. لذلك، بغض النظر عن كيفية تحليل المرء للبيانات أو ما يتم عمله بالسجل المرئي، يمكن لعلماء الاجتماع استخدام الكاميرات لتسجيل وحفظ البيانات ذات الأهمية حتى يمكن دراستها بالتفصيل.
تتيح لنا تقنية التسجيل المرئي أيضًا معالجة البيانات. يمكن استخدام التسجيل المرئي لتمثيل أشكال أخرى من تقنيات التسجيل والوسائط المتعددة غير الرقمية. لطالما استخدم علماء الطبيعة التسجيلات المرئية لأنها تجعل من الممكن تسريع الأشياء المثيرة للاهتمام وإبطائها وتكرارها وإيقافها وتكبيرها. إنه نفس الشيء في العلوم الاجتماعية، حيث تسهل التسجيلات دراسة الظواهر السريعة جدًا، أو البطيئة جدًا، أو النادرة جدًا أو الكبيرة جدًا أو الصغيرة جدًا بحيث لا يمكن دراستها مباشرة «في الحياة». الأهم من ذلك، من خلال التحرير، يمكن لعلماء الاجتماع البصري وضع الأحداث جنبًا إلى جنب لإنتاج المعاني. قد يكون علماء الاجتماع أيضًا قادرين على وضع الكاميرات في الأماكن التي لا يمكن للمرء أن يضع فيها باحثًا: حيث يكون ذلك خطيرًا، أو حيث يكون الشخص غير مرحب به، أو ببساطة لإزالة تأثير المراقب من مواقف معينة، على سبيل المثال، دراسة السلوك الاجتماعي بين أطفال المدارس في الملعب.
استنباط الصور ‏ هو أسلوب آخر لجمع البيانات. هذه الأداة المنهجية هي مزيج من التصوير الفوتوغرافي باعتباره المكافئ البصري لجهاز التسجيل، والإثنوغرافيا أو الأساليب النوعية الأخرى. تتضمن تقنيات استخلاص الصور استخدام الصور الفوتوغرافية أو الأفلام كجزء من المقابلة - في جوهرها تطلب من المشاركين مناقشة معنى الصور الفوتوغرافية أو الأفلام أو مقاطع الفيديو. في هذه الحالة يمكن للباحث التقاط الصور بشكل خاص مع فكرة استخدامها لاستنباط المعلومات، ويمكن أن تنتمي إلى الموضوع، على سبيل المثال الصور العائلية أو الأفلام، أو يمكن جمعها من مصادر أخرى بما في ذلك الأرشيف ومشارح الصحف والتلفزيون، أو مجموعات الشركات. عادةً ما يتم تسجيل تعليقات أو تحليل المادة المرئية نفسها، إما على شريط صوتي أو فيديو، إلخ.
عموما، يعني علم الاجتماع البصري بهذا المعنى الأول تضمين وإدماج الأساليب المرئية لجمع البيانات وتحليلها في عمل علم الاجتماع. تم نقل هذه الطريقة مؤخرًا إلى تخصصات أكاديمية أخرى، لا سيما كونها رائدة في البحث الديني المعاصر.

### دراسة البيانات المرئية التي تنتجها الثقافات
يحاول علم الاجتماع البصري دراسة الصور المرئية المنتجة كجزء من الثقافة. الفن والصور الفوتوغرافية والأفلام والفيديو والخطوط والإعلانات وأيقونات الكمبيوتر والمناظر الطبيعية والهندسة المعمارية والآلات والأزياء والمكياج وتصفيف الشعر وتعبيرات الوجه والوشم وما إلى ذلك هي أجزاء من نظام الاتصال البصري المعقد الذي ينتجه أعضاء المجتمعات. استخدام وفهم الصور المرئية محكوم بأكواد رمزية راسخة اجتماعيا. يتم إنشاء الصور المرئية ويمكن تفكيكها. يمكن قراءتها كنصوص بعدة طرق. يمكن تحليلها بتقنيات تم تطويرها في مجالات متنوعة من النقد الأدبي، ونظرية الفن والنقد، وتحليل المحتوى، والسيميائية، والتفكيكية، أو الأدوات الأكثر دنيوية للإثنوغرافيا. يمكن لعلماء الاجتماع البصري تصنيفها وإحصائها؛ عبر استجواب الناس عنها؛ أو دراسة استخدامها والأوساط الاجتماعية التي يتم إنتاجها واستهلاكها فيها. لذا فإن المعنى الثاني لعلم الاجتماع البصري هو تخصص لدراسة المنتجات المرئية للمجتمع - إنتاجها واستهلاكها ومعناها.

### التواصل بالصور ووسائط أخرى غير الكلمات
البعد الثالث لعلم الاجتماع البصري هو استخدام الوسائط المرئية لتوصيل مفاهيم علم الاجتماع إلى الجماهير المهنية والعامة، وكذلك استخدام الوسائط المرئية في البحث الاجتماعي نفسه.
في هذا السياق، يعتمد علم الاجتماع البصري على عمل إدوارد توفت ‏، الذي تتناول كتبه توصيل المعلومات الكمية. من الناحية النوعية، يمكن تحليل علم الاجتماع البصري من خلال تحليل المحتوى والسيميائية وتحليل المحادثة. يأخذ علم الاجتماع البصري في الاعتبار منطق تقديم الموثقين الاجتماعيين والأنثروبولوجيين والإثنوغرافيين مثل روبرت فلاهرتي وكونراد لورنتس ومارغريت ميد وجريجوري بيتسون وفريدريك وايزمان. يتطلب علم الاجتماع البصري أيضًا تطوير أشكال جديدة - على سبيل المثال، رسومات الكمبيوتر المدفوعة بالبيانات لتمثيل العلاقات المعقدة، تغيير الشبكات الاجتماعية بمرور الوقت، والتراكم الأولي لرأس المال، وتدفق العمالة، والعلاقات بين النظرية والممارسة.